# 그랑콩뱅
그랑콩뱅(프랑스어: Grand Combin)은 스위스 발레주의 서쪽 페나인 알프스에 있는 산악 대산괴이다. 4,314m 높이의 콩뱅 드 그라페네르(Combin de Grafeneire) 정상은 알프스에서 가장 높은 봉우리 중 하나이며 , 페나인 알프스에서 두 번째로 눈에 잘 띄는 봉우리이다. 그랑콩뱅은 또한 여러 개의 정상으로 구성된 거대한 빙하 대산괴이며, 그중 3개는 4000m 이상이다(콩뱅 드 그라페네르 4,314m, 콩뱅 드 발소레 4,183m, 콩뱅 드 라 떼스제트 4,134m). 이탈리아와의 국경이 남쪽으로 몇 킬로미터 떨어져 있지만, 대산괴의 가장 높은 부분은 전적으로 스위스에 있다.
일반 루트는 코르바시에르 계곡의 북쪽에 있는 파노시에르 산장에서 시작된다. 큰 어려움이 없다는 사실에도 불구하고, 특히 위험한 통로는 북쪽 측면인 르 코리더(Le Corridor)에서 횡단해야 한다. 끊임없이 떨어지는 세락(탑상빙괴)가 지배하는 통로이다.

## 지리

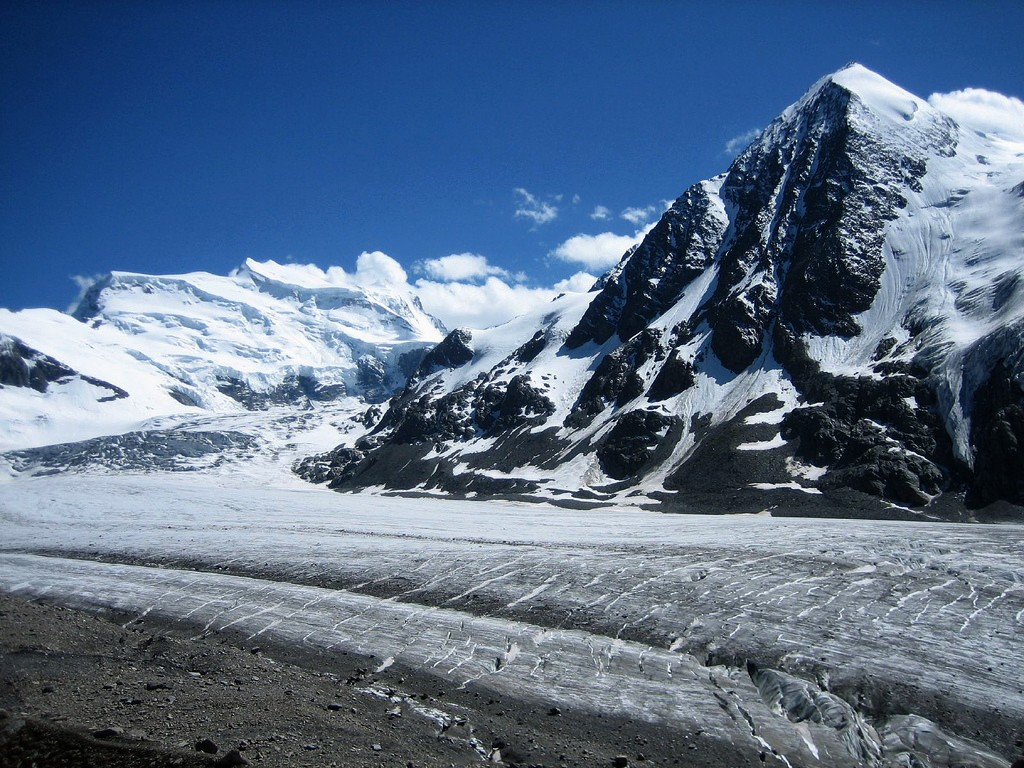
코르바시에르 계곡: 그랑콩뱅 (좌)과 콩뱅 드 코르바시에르 (우)

그랑콩뱅의 대산괴는 발당트레몽(서쪽)과 발드바뉴(서쪽) 사이의 베르비에 남쪽인 하부 발레에 있다. 그랑콩뱅의 북서쪽 면은 세락 낙빙이 발생하기 쉬운 영원한 눈과 빙하로 완전히 덮여 있다. 남쪽과 동쪽 벽은 더 가파르기 때문에 눈이 내리지 않는다.
그랑콩뱅의 지형은 복잡하다. 발당트레몽(Val d'Entremont)과 발 드 바뉴(Val de Bagnes) 사이에는 서로 거의 평행한 두 개의 높은 능선이 있으며, 둘 다 큰 높이의 짧은 가로 능선에서 분기된다. 이 세 개의 산등성이 사이에 둘러싸인 공간의 남쪽 끝은 눈이 쌓여 북쪽으로 약 10km 떨어진 코르바시에르 빙하를 공급하는 고도의 고원이다. 빙하는 서쪽의 쁘띠 콩뱅, 콩뱅 드 코르바시에르와 콩뱅 드 보베르(Combin de Boveire), 그랑타베(Grand Tavé) 및 투르넬롱 블랑(Tournelon Blanc)의 봉우리로 둘러싸여 있다. 동쪽에. 더 작은 빙하는 보베(Boveire) 및 몽듀랑 빙하와 같은 외부 측면에 있다.
고원의 남동쪽 끝에서, 둘러싸는 능선의 가장 높은 부분은 두 개의 원뿔형 정상으로 덮여 있으며, 그 중 더 높은 남서 지점(그랑콩뱅 드 그라페네르)은 높이가 4,314m이고 이웃한 북동쪽 정상(에귀 뒤 크루아상)은 60m 미만이다. 4,000m가 넘는 다른 두 개의 작은 정상이 능선에 있다. 서쪽의 그랑콩뱅 드 발소레(4,184m)와 동쪽의 콩뱅 드 라 테스제트(4,135m)이다. 서쪽에서 고원은 상당히 낮은 수준으로 가라앉고 그 위에 콜 데 메종 블랑슈(3,418m)가 있으며, 이를 통해 발당트레몽 측면에서 코르바시에르 계곡에 접근할 수 있다.
이 지역을 흐르는 모든 물은 듀랑스강과 론강으로 끝난다. 돔산, 바이스호른 다음으로 주요 산맥에서 벗어난 알프스의 가장 높은 대산괴이다. 그랑콩뱅의 남쪽, 몽듀랑과 소낭동(Sonadon)의 빙하를 분리하는 능선은 몇 킬로미터 떨어진 그랑드 테트 드 바이(Grande Tête de By)에 도달한다. 이곳은 아오스타 계곡의 이탈리아 지역과 국경을 이루는 주요 분수령에 있다. 능선은 남서쪽으로 분기하며, 에귀 베르테(Aiguilles Vertes) 또는 에귀 드 발소레(Aiguilles de Valsorey)의 산맥와 몽벨랑의 산맥와 연속되는 것으로 보인다. 이 분기에서 몽듀랑 빙하(북쪽)의 수로를 아오스타 계곡(남쪽)의 발돌로몽에서 나눠지고, 페네트르 고개에서 몽겔레까지 확장하는 낮은 산맥이 있다.

## 등반사
몇 개의 유럽 산에 불과한 높이를 자랑하는 그랜드 콤뱅은 오랫동안 가장 잘 알려지지 않은 알파인 정상 중 하나였다. 발드바뉴와 발당트레몽을 구분하는 대산괴의 탐사를 처음으로 시작한 사람은 베른의 고틀리프 사무엘 슈투터였다. 그는 1851년 8월 14일 콩뱅 드 코르바시에르 정상에 처음으로 도달했다. 조제프-벤자민 펠레를 안내하고 이에 대한 설명과 베르군트 빙하-이동 경로에서의 후속 여행을 출판했다. 5년 후 W.와 CE 매튜스가 그 뒤를 이었고, 1857년 윌리엄 매튜스는 그랑콩뱅의 두 번째 봉우리 등정에서 슈투더를 예상했다.
그랑콩뱅에 대한 처음 4개의 탐험은 그랑콩뱅의 동쪽에 있는 작은 정상(에귀 뒤 크루아상)에만 도달했다. 첫 번째는 1857년 7월 20일 계곡의 산악 가이드(몰리스 펠레 및 주방스 브루쉬)에 의해 이뤄졌다. 그랑콩뱅의 첫 번째 완전한 등정은 마침내 1859년 7월 30일 샤를 생트-클레르 드빌이 다니엘, 엠마누엘 및 가스파르드 발레, 바실 도르사와 함께 성공했다.
서쪽의 그랑콩뱅 드 발소레는 1872년 9월 16일 JH 이즐러와 J. 길리오에 의해 처음으로 도달되었다. 그들은 뒤 쿨루아 고원 위의 남서쪽 면을 등반했다. 남동쪽 능선의 여정은 1891년 9월 10일 O. 글륀 존스, A. 보비에 및 P. 가스포에 의해 시작되었다.
|  |  |  |

## 산장

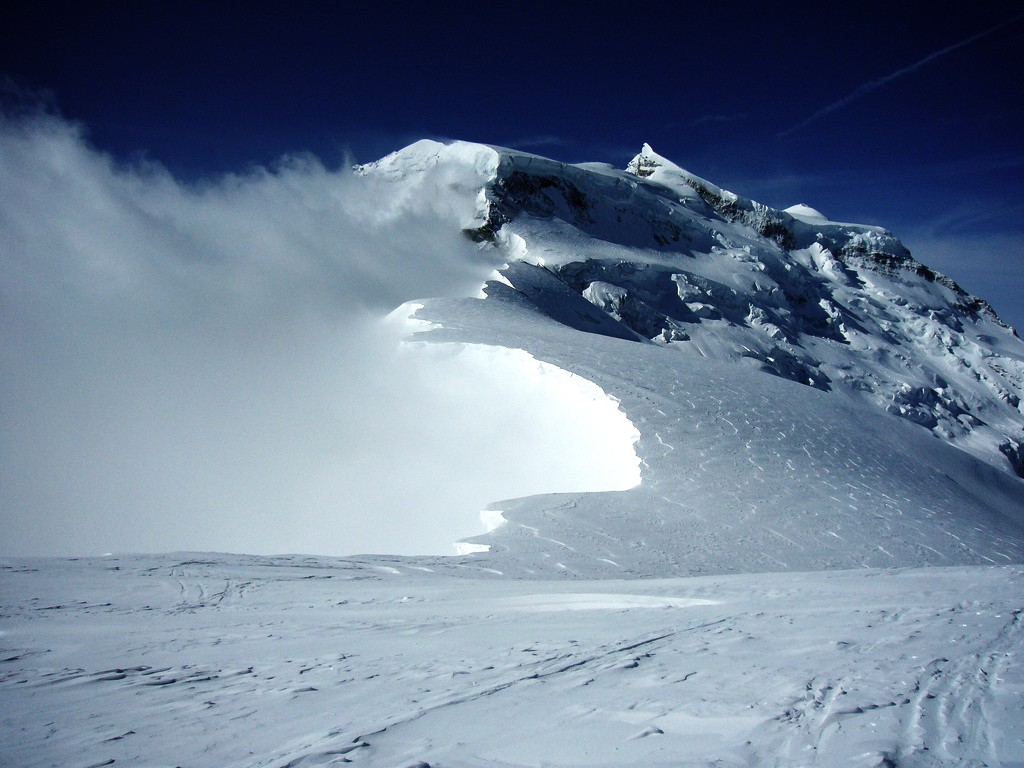
북동쪽 능선에서 정상 접근

- 파노시에르 산장 (Panossière Hut, 해발 2,641m), 북쪽
- 발솔레 산장 (Valsorey Hut, 해발 3,030m), 남서쪽
- 비아조 무소 산장 (Biaggio Musso, 해발 3,658m), 남쪽